# Arrondissement de Karthaus
L'arrondissement de Karthaus est un arrondissement prussien existant de 1818 à 1920. Il est situé dans la partie de la Prusse-Occidentale qui est tombée aux mains de la Pologne après la Première Guerre mondiale par le traité de Versailles en 1920 et est connue sous le nom de corridor de Dantzig. Le bureau de l'arrondissement est situé dans la ville de Karthaus. De 1939 à 1945, l'arrondissement est reconstitué en Pologne occupée dans le cadre du nouveau Reichsgau de Dantzig-Prusse-Occidentale. Aujourd'hui, l'ancien territoire de l'arrondissement se trouve dans la voïvodie polonaise de Poméranie.

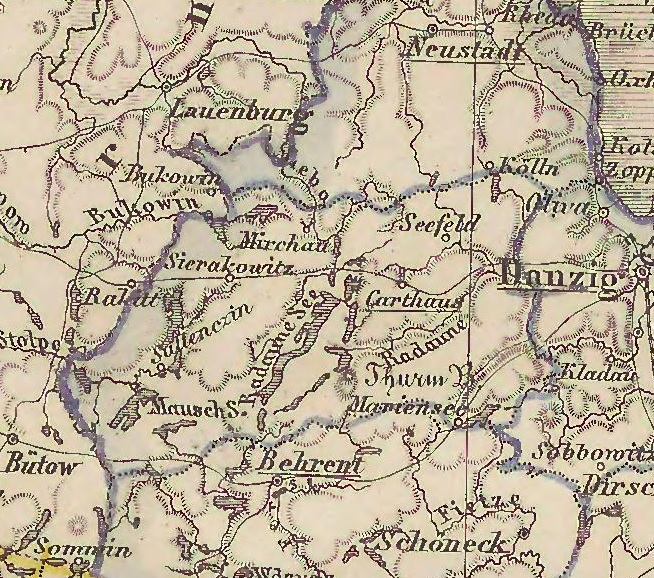
L'arrondissement de Karthaus de 1818 à 1920

La province de Prusse-Occidentale 1919
District de Dantzig
District de Marienwerder

## Histoire
Avec la première division de la Pologne en 1772, le futur arrondissement est transféré de la voïvodie de Poméranie en Prusse royale polonaise au royaume de Prusse et appartient initialement aux arrondissements de Dirschau (de) et de Stargard (de) dans la province de Prusse-Occidentale. Par le décret des autorités provinciales prussiennes du 30 avril 1815 et ses règlements d'application, le territoire est rattaché au district de Dantzig dans la province de Prusse-Occidentale. Dans le cadre d'une réforme globale des arrondissements dans le district de Dantzig, le 1er avril 1818, le nouveau arrondissement de Carthaus est formé à partir de parties des anciens arrondissements de Dirschau et Stargard. Il comprend les bureaux de Carthaus et de Mirchau ainsi qu'un grand nombre de domaines nobles.
Au début, il n'y a pas d'administration de l'arrondissement. Un propriétaire terrien habitant l'arrondissement gère les affaires à titre accessoire depuis son domaine. Le premier administrateur de l'arrondissement est le conseiller juridique et ancien sénateur de Dantzig Karl Michael von Groddeck auf Fitschkau. Il exerce ses fonctions jusqu'en mars 1832 et est mort l'année suivante à l'âge de 70 ans. Il n'y a pas non plus de logement pour le secrétaire de l'arrondissement, qui doit vivre trois ans dans une auberge et se trouve au bord de la ruine financière. Ni le messager de l'arrondissement ni les deux gendarmes n'habitent sur place. Plus tard, la commune de Carthaus devient le siège permanent de l'arrondissement. Au cours du XIXe siècle, l'orthographe Karthaus s'est imposée pour l'arrondissement et la commune de Karthaus.
Du 3 décembre 1829 au 1er avril 1878, la Prusse-Occidentale et la Prusse-Orientale sont réunies dans la province de Prusse
En raison des dispositions du traité de Versailles, l"arrondisement de Karthaus doit être cédé par le Reich allemand le 10 janvier 1920. La majeure partie du territoire de l'arrondissement est attribué à la Pologne et continue d'exister sous le nom de powiat de Kartuzy dans la nouvelle voïvodie de Poméranie. Plusieurs communes à l'est de l'arrondissement sont attribuées dans la Ville libre de Danzig et sont affectées à l'arrondissement de Dantzig-Haut (de). Le 30 novembre 1920, il y a un échange de territoire entre la Pologne et le Reich allemand. Les villages de Żukówko et Mühlchen, qui ont appartenu à l'arrondissement de Karthaus, sont transférés dans l'arrondissement poméranien de Bütow, tandis que les villages de Pommersch Prondzonka, Althütte près de Buchwalde et Schellews sont transférés de l'arrondissement de Bütow vers la Pologne .

## Population
Aperçu de la population avec des informations officielles sur le nombre d'habitants, les confessions et les groupes linguistiques :
| Année                         | 1821         | 1831            | 1852               | 1861              | 1871              | 1890              | 1900              | 1910              |
| ----------------------------- | ------------ | --------------- | ------------------ | ----------------- | ----------------- | ----------------- | ----------------- | ----------------- |
| Habitants                     | 23 599       | 29 144          | 42 371             | 51 348            | 56 133            | 59 694            | 62 990            | 69 891            |
| Protestants Catholiques Juifs | 6132 17457 2 |                 | 12.011 30 213 183  | 15 241 35 778 287 | 15 574 40 221 316 | 15 715 43 615 333 | 14 944 47 724 297 | 15 030 54 589 222 |
| Allemand Bilingue Cachoube    |              | 10 895 - 18 249 | 9 740 9 064 23 567 | 18 608 - 32 740   |                   | 19 627 779 39 279 | 19 564 28 43 390  | 19 319 214 50 354 |

## Politique

### Administrateurs de l'arrondissement
- 1818–183300Karl Michael von Groddeck
- 1833–185100Georg Kasper von Kleist
- 1851–187500Gustav Friedrich Eduard Mauve (de)
- 1875–188500Werner von Schleinitz (de)
- 18850000000Ernst von Schwichow
- 1885–189300von Krosigk (de)
- 1893–190100Keller
- 1901–191000Gottfried Hagemann (de)
- 1910–191400Walter Römhild (de)
- 1914–191900Gustav Simon (de)

### Élections
Dans l'Empire allemand, les arrondissements de Karthaus, Neustadt (de) et Putzig (de) forment la 4e circonscription de Danrzig. Cette circonscription est remportée à toutes les élections législatives entre 1871 et 1912 par des candidats de la faction polonaise :
- 187100Leo von Rybinski (de)
- 187400Leo von Rybinski
- 187700Sigismund von Dzialowski (de)
- 187800Anton von Kalkstein (de)
- 188100Anton von Kalkstein
- 188400Anton von Kalkstein
- 188700Anton von Kalkstein
- 189000Roman von Janta-Polczynski (de)
- 189300Roman von Janta-Polczynski
- 189800Roman von Janta-Polczynski
- 190300Roman von Janta-Polczynski
- 190700Roman von Janta-Polczynski
- 191200Stefan von Laszewski (de)

## Communes
En 1910, l'arrondissement de Karthaus comprend 126 communes :
| - Adlig Stendsitz - Banin - Bontsch - Bontscherhütte - Borkau - Borrek - Borruschin - Borschestowo - Brodnitz - Buchenfelde - Bukowagorra - Cetschau - Charlotten - Chmielno - Czapel - Eggertshütte - Fischershütte - Friedrichsthal - Fustpetershütte - Gartsch - Glasberg - Glusino - Gollubien - Golzau - Gorrenschin - Gostomie - Gostomken - Gowidlino - Grabowo - Gribno - Groß Mischau - Hoppendorf | - Jamen - Kamehlen - Kaminitza - Kaminitzamühle - Kapellenhütte - Karthaus, ville - Kelpin - Klobschin - Klossowken - Klukowahutta - Kobissau - Königlich Czapielken - Königlich Stendsitz - Kositzkau - Kossi - Kossowo - Krissau - Lappalitz - Lissniewo - Maidahnen - Marschau - Mehsau - Miechutschin - Mirchau - Mischischewitz - Moisch - Moischerhütte - Nakel - Nestempohl - Neudorf - Neuendorf (de) - Niedeck | - Nieder Klanau - Nieder Sommerkau - Niesolowitz - Nowahutta - Ober Buschkau - Oberhütte - Ober Kahlbude - Ober Sommerkau - Ostritz - Ostroschken - Pallubitz - Parchau - Patschewo - Patul - Pierschewo - Podjaß - Pollenschin - Pomietschin - Pomietschinerhütte - Pomlau - Prangenau - Prockau - Pusdrowo - Ramley - Remboschewo - Ronti - Röskau - Sallakowo - Saworry - Schakau - Schlawkau - Schönbeck | - Schönberg - Schoppa - Schrödersfelde - Schülzen - Seedorf - Seefeld - Seeresen - Semlin - Sianower Hütte - Sianowo - Sierakowitz - Sklana - Skorschewo - Smolsin - Stangenwalde - Stanischewo - Starkhütte - Starrahutta - Sullenschin - Summin - Tiefenthal - Tuchlin - Warschnau - Wensiorry - Wilhelmshuld - Zalensee - Zeschin - Zuckau - Zukowken - Zurromin |

### Districts de domaine
L'arrondissement comprend également les 40 districts de domaine suivants (au 1er janvier 1908) :
- Adlig Groß Czapielken
- Babenthal, Forst
- Barnewitz
- Bortsch
- Chmielno, Forst
- Chosnitz
- Chosnitz, Forst
- Czenstkowo
- Exau
- Fidlin
- Fitschkau
- Glinow, Forst
- Groß Tuchom
- Grünhof, Forst
- Kamionken
- Karthaus, Forst
- Klein Neuhof
- Klein Tuchom
- Kloden
- Klossau
- Lappin
- Lindenhof
- Mahlkau
- Mariensee
- Mehlken
- Mirchau, Forst
- Nestempohl
- Neu Glintsch
- Ottomin
- Pempau
- Radaunensee
- Rheinfeld
- Schwanau, Forst
- Sdroyen
- Sdunowitz
- Stangenwalde, Forst
- Sykorschin
- Tockar
- Unter Buschkau
- Warschen

## L'arrondissement de Karthaus en Pologne occupée 1939-1945

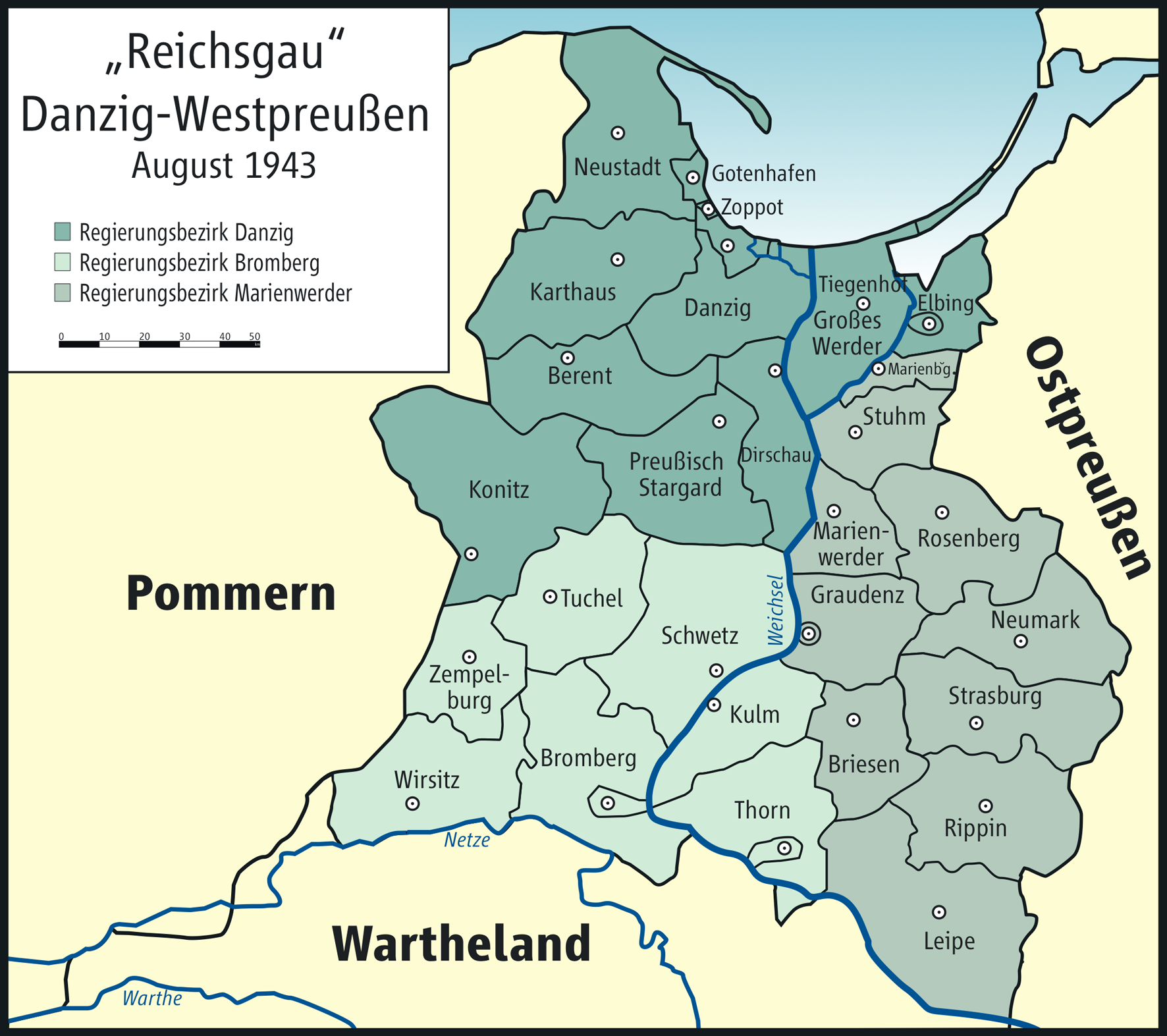
Reichsgau de Dantzig-Prusse-Occidentale (août 1943)

### Histoire
Après l'invasion de la Pologne et l'annexion de l'ancien arrondissement par le Reich allemand, le powiat polonais de Kartuzy devient, le 26 novembre 1939, sous son nom allemand, une partie du nouveau Reichsgau de Prusse-Occidentale - plus tard Dantzig-Prusse-Occidentale - dans le nouveau district officiel d'occupation de Dantzig (de). La ville de Karthaus est soumise au code communal allemand valable dans l'ancien Reich à partir de 30 janvier 1935, qui prévoit la mise en œuvre du principe du leader au niveau communal. Les autres communes sont regroupées en districts de bueau; Les districts de domaine n'existent plus. Depuis le 25 juin 1942, l'arrondissement porte le nom de Karthaus (Westpr. ).
Au printemps 1945, l'arrondissement est occupé par l'Armée rouge, ce qui met fin à l'occupation allemande de cette partie de la Pologne. Dans la période qui suit, la plupart des Allemands qui ont immigré sous l'occupation allemande, ainsi que les Polonais de langue maternelle allemande, qui n'ont pas fui auparavant, sont expulsés de l'arrondissement. Le powiat de Kartuzy est rétabli et fait à nouveau partie de la voïvodie de Poméranie le 14 mars 1945. Le 1er avril 1945, l'arrondissement relève de la nouvelle voïvodie de Dantzig.

### Administrateur de l'arrondissement
- 1939–0000 Herbert Busch

### Changements de noms de lieux
Par décret non publié du 29 décembre 1939, les noms de lieux allemands valables jusqu'en 1918 s'appliquent provisoirement aux noms de lieux jusqu'alors polonais. Cette redénomination globale est possible car l'ensemble des cartes allemandes pour les territoires cédés à la Pologne en 1920 ont (également) conservé les anciens noms de lieux allemands.
Par le biais de l'ordonnance relative à la modification des noms de lieux du Reichstatthalter en Dantzig-Prusse-Occidentale du 25 juin 1942, tous les noms de lieux sont germanisés avec l'accord du ministre de l'Intérieur du Reich. Le nom de 1918 est conservé ou, s'il nest était pas assez "allemand", il est adapté ou traduit :
- Banin: Bullenbrook,
- Chmielno: Schmellen,
- Karthaus: Karthaus (Westpr.),
- Kossowo: Kossau,
- Miechutschin: Mechenhof,
- Remboschewo: Broddenfurt,
- Sianowo: Schwanau,
- Sierakowitz: erst Rockdorf, dann Sierke,
- Zukowo: Zuckau.

## Personnalités liées à l'arrondissement
- Ernst Bahr (1907-1998), historien né à Kapellenhütte